# Harry Jacobs
Harry Jacobs ( ¿ - ?) era un deportista norteamericano que compitió en el tira y afloja. Su afiliación deportiva fue el Southwest Turnverein, St. Louis (USA).
Participó en los Juegos Olímpicos de San Luis 1904, donde ganó con el equipo de St. Louis Southwest Turnverein No. 2, la medalla de bronce en el tira y afloja, perdiendo la semifinal contra el equipo de St. Louis Southwest Turnverein No. 1 también estadounidense, (la final por segundo / tercer puesto no se jugó por el retiro del equipo New York Athletic Club).Él estaba en el equipo de St. Louis Southwest Turnverein No. 2, que ganó el bronce final en walkover sobre el New York Athletic Club. El otro equipo que obtuvo la medalla de bronce estaban conformados por Charles Habercorn, Frank Kungler, Charles Thias y Oscar Fride. Hubo seis equipos que compitieron en el tira y afloja.